# SF9
SF9 (koreanisch: 에스에프나인; Sensational Feeling 9) ist eine südkoreanische Boygroup der dritten K-Pop-Generation unter FNC Entertainment, die erste Tanzgruppe der Plattenfirma. Zuvor waren sie das Dance-Team bei ihrer Pre-Debüt-Show Dance Or Band (D.O.B), wo sie mit dem Band-Team (heute Honeyst) konkurrierten. Ihr Debüt war am 5. Oktober 2016 mit ihrem ersten Single-Album Feeling Sensation. Der offizielle Fanclub-Name von SF9 lautet Fantasy.

## Mitglieder
| Name                 | Geburtsname           | Geburtstag (Alter)     | Geburtsort   | Position                         |
| -------------------- | --------------------- | ---------------------- | ------------ | -------------------------------- |
| Youngbin 영빈        | Kim Young-bin 김영빈  | 23. November 1993 (31) | Anyang       | Team leader Lead Dance, Lead Rap |
| Inseong 인성         | Kim In-seong 김인성   | 12. Juli 1993 (31)     | Nowon-gu     | Main Vocal                       |
| Jaeyoon 재윤         | Lee Jae-yoon 이재윤   | 9. August 1994 (30)    | Busan        | Sub Vocal                        |
| Dawon 다원           | Lee Sang-hyuk 이상혁  | 24. Juli 1995 (29)     | Bucheon      | Sub Vocal                        |
| Zuho 주호            | Baek Ju-ho 백주호     | 4. Juli 1996 (28)      | Seongbuk-gu  | Main Rap                         |
| Yoo Taeyang a 유태양 | Yoo Tae-yang 유태양   | 28. Februar 1997 (28)  | Yangcheon-gu | Sub Vocal, Main Dance            |
| Hwiyoung 휘영        | Kim Young-kyun 김영균 | 11. Mai 1999 (25)      | Busan        | Sub Rap                          |
| Chani 찬희           | Kang Chan-hee 강찬희  | 17. Januar 2000 (25)   | Daejeon      | Main Dance, Sub Rap              |
| Ehemalige Mitglieder |                       |                        |              |                                  |
| Rowoon 로운          | Kim Seok-woo 김석우   | 7. August 1996 (28)    | Gangnam-gu   | Lead Vocal                       |

## Diskografie

### Studioalben
| Jahr                 | Titel                    | Höchstplatzierung, Gesamtwochen, AuszeichnungChartplatzierungen (Jahr, Titel, Platzierungen, Wochen, Auszeichnungen, Anmerkungen) | Höchstplatzierung, Gesamtwochen, AuszeichnungChartplatzierungen (Jahr, Titel, Platzierungen, Wochen, Auszeichnungen, Anmerkungen) | Anmerkungen                             |
| Jahr                 | Titel                    | KR | JP | Anmerkungen                             |
| -------------------- | ------------------------ | --- | --- | --------------------------------------- |
| Südkoreanische Alben |                          | | |                                         |
|                      |                          | | |                                         |
| 2020                 | First Collection         | KR2 (8 Wo.)KR | — | Erstveröffentlichung: 7. Januar 2020    |
| Japanische Alben     |                          | | |                                         |
|                      |                          | | |                                         |
| 2017                 | Sensational Feeling Nine | — | JP7 (2 Wo.)JP | Erstveröffentlichung: 13. Dezember 2017 |
| 2019                 | lluminate                | — | JP3 (1 Wo.)JP | Erstveröffentlichung: 20. März 2019     |
| 2020                 | Golden Echo              | — | JP11 (2 Wo.)JP | Erstveröffentlichung: 9. Dezember 2020  |

### Kompilationen
| Jahr | Titel                              | Höchstplatzierung, Gesamtwochen, AuszeichnungChartsChartplatzierungen (Jahr, Titel, Platzierungen, Wochen, Auszeichnungen, Anmerkungen) | Anmerkungen                          |
| Jahr | Titel                              | JP | Anmerkungen                          |
| ---- | ---------------------------------- | --- | ------------------------------------ |
| 2022 | The Best: Dear Fantasy             | JP11 (4 Wo.)JP | Erstveröffentlichung: 22. Juni 2022  |
| 2024 | ReStart SF9 Best Collection Vol. 2 | JP3 (1 Wo.)JP | Erstveröffentlichung: 10. April 2024 |

### EPs
| Jahr | Titel              | Höchstplatzierung, Gesamtwochen, AuszeichnungChartsChartplatzierungen (Jahr, Titel, Platzierungen, Wochen, Auszeichnungen, Anmerkungen) | Anmerkungen                             |
| Jahr | Titel              | KR | Anmerkungen                             |
| ---- | ------------------ | --- | --------------------------------------- |
| 2017 | Burning Sensation  | KR3 (10 Wo.)KR | Erstveröffentlichung: 6. Februar 2017   |
| 2017 | Breaking Sensation | KR5 (10 Wo.)KR | Erstveröffentlichung: 18. April 2017    |
| 2017 | Knights of the Sun | KR6 (10 Wo.)KR | Erstveröffentlichung: 12. Oktober 2017  |
| 2018 | Mamma Mia!         | KR3 (11 Wo.)KR | Erstveröffentlichung: 26. Februar 2018  |
| 2018 | Sensuous           | KR3 (10 Wo.)KR | Erstveröffentlichung: 31. Juli 2018     |
| 2019 | Narcissus          | KR4 (8 Wo.)KR | Erstveröffentlichung: 20. Februar 2019  |
| 2019 | RPM                | KR5 (14 Wo.)KR | Erstveröffentlichung: 17. Juni 2019     |
| 2020 | 9loryUS            | KR3 (8 Wo.)KR | Erstveröffentlichung: 6. Juli 2020      |
| 2021 | Turn Over          | KR2 (8 Wo.)KR | Erstveröffentlichung: 5. Juli 2021      |
| 2021 | Rumination         | KR1 (3 Wo.)KR | Erstveröffentlichung: 22. November 2021 |
| 2022 | The Wave OF9       | KR5 (13 Wo.)KR | Erstveröffentlichung: 13. Juli 2022     |
| 2023 | The Piece OF9      | KR3 (9 Wo.)KR | Erstveröffentlichung: 9. Januar 2023    |
| 2024 | Sequence           | KR2 (6 Wo.)KR | Erstveröffentlichung: 8. Januar 2024    |
| 2024 | Fantasy            | KR3 (4 Wo.)KR | Erstveröffentlichung: 19. August 2024   |
| 2024 | D.W.B.H            | — | Erstveröffentlichung: 18. Dezember 2024 |

### Single-Alben
| Jahr | Titel                | Höchstplatzierung, Gesamtwochen, AuszeichnungChartsChartplatzierungen (Jahr, Titel, Platzierungen, Wochen, Auszeichnungen, Anmerkungen) | Anmerkungen                           |
| Jahr | Titel                | KR | Anmerkungen                           |
| ---- | -------------------- | --- | ------------------------------------- |
| 2016 | Feeling Sensation    | KR6 (14 Wo.)KR | Erstveröffentlichung: 5. Oktober 2016 |
| 2020 | Special History Book | KR5 (2 Wo.)KR | Erstveröffentlichung: 5. Oktober 2020 |

### Singles
| Jahr                   | Titel Album                                       | Höchstplatzierung, Gesamtwochen, AuszeichnungChartplatzierungen (Jahr, Titel, Album, Platzierungen, Wochen, Auszeichnungen, Anmerkungen) | Höchstplatzierung, Gesamtwochen, AuszeichnungChartplatzierungen (Jahr, Titel, Album, Platzierungen, Wochen, Auszeichnungen, Anmerkungen) | Anmerkungen                              |
| Jahr                   | Titel Album                                       | KR | JP | Anmerkungen                              |
| ---------------------- | ------------------------------------------------- | --- | --- | ---------------------------------------- |
| Südkoreanische Singles |                                                   | | |                                          |
|                        |                                                   | | |                                          |
| 2016                   | Fanfare (팡파레) –                                | — | — | Erstveröffentlichung: 2016               |
| 2016                   | So Beautiful (너와 함께라면) –                    | — | — | Erstveröffentlichung: 2016               |
| 2017                   | Roar (부르릉) Burning Sensation                   | — | — | Erstveröffentlichung: 2017               |
| 2017                   | Easy Love (쉅다) Breaking Sensation               | — | — | Erstveröffentlichung: 2017               |
| 2017                   | O Sole Mio (오솔레미오) Knights of the Sun        | — | — | Erstveröffentlichung: 2017               |
| 2018                   | Mamma Mia Mamma Mia!                              | — | — | Erstveröffentlichung: 2018               |
| 2018                   | Now or Never (질렀어) Sensuous                    | — | — | Erstveröffentlichung: 2018               |
| 2019                   | Enough (예뻐지지 마) Narcissus                    | — | — | Erstveröffentlichung: 2019               |
| 2019                   | RPM                                               | — | — | Erstveröffentlichung: 2019               |
| 2020                   | Good Guy First Collection                         | KR104 (3 Wo.)KR | — | Erstveröffentlichung: 2020               |
| 2020                   | Summer Breeze (여름 향기가 날 춤추게 해) 9loryUS  | KR133 (1 Wo.)KR | — | Erstveröffentlichung: 2020               |
| 2020                   | Shine Together (손잡아 줄게) Special History Book | — | — | Erstveröffentlichung: 2020               |
| 2021                   | Tear Drop Turn Over                               | KR152 (1 Wo.)KR | — | Erstveröffentlichung: 2021               |
| 2021                   | Trauma Rumination                                 | KR148 (1 Wo.)KR | — | Erstveröffentlichung: 2021               |
| 2021                   | Savior –                                          | — | — | Erstveröffentlichung: 2021               |
| 2022                   | Scream The Wave OF9                               | KR168 (1 Wo.)KR | — | Erstveröffentlichung: 2022               |
| 2023                   | Puzzle The Piece OF9                              | KR118 (1 Wo.)KR | — | Erstveröffentlichung: 2023               |
| 2024                   | Bibora (비보라) Sequence                          | KR150 (1 Wo.)KR | — | Erstveröffentlichung: 2024               |
| 2024                   | Don’t Worry, Be Happy Fantasy                     | — | — | Erstveröffentlichung: 2024               |
| 2025                   | Love Race                                         | — | — | Erstveröffentlichung: 2025               |
| Japanische Singles     |                                                   | | |                                          |
|                        |                                                   | | |                                          |
| 2017                   | Fanfare Sensational Feeling Nine                  | — | JP6 (2 Wo.)JP | Erstveröffentlichung: 7. Juni 2017       |
| 2017                   | Easy Love Sensational Feeling Nine                | — | JP5 (1 Wo.)JP | Erstveröffentlichung: 2. August 2017     |
| 2018                   | Mamma Mia Illuminate                              | — | JP4 (1 Wo.)JP | Erstveröffentlichung: 23. Mai 2018       |
| 2018                   | Now or Never Illuminate                           | — | JP3 (1 Wo.)JP | Erstveröffentlichung: 31. Oktober 2018   |
| 2019                   | RPM Golden Echo                                   | — | JP4 (3 Wo.)JP | Erstveröffentlichung: 11. September 2019 |
| 2020                   | Good Guy Golden Echo                              | — | JP2 (25 Wo.)JP | Erstveröffentlichung: 17. Juni 2020      |
| 2024                   | Don’t Worry, Be Happy D.W.B.H                     | — | — | Erstveröffentlichung: 2024               |